# スクールプラス
スクールプラスは、大阪市淀川区に所在するフリースクール。

## 概要
2010年4月に開校。不登校を経験した人やアスペルガー症候群で支援を必要としている人のカウンセリングや高校卒業資格の取得を応援。
スクール内にはさくら国際高等学校新大阪キャンパスを併設しており、通信制高校の単位を取得し卒業をすることが可能。

### 特色
- 通信制高校に在籍し、スクールプラスで卒業に必要な学習指導を受けることができる。
- 少人数制の学習環境。
- 心理カウンセリングをベースに自分にあった学習が可能。
- ３つのサポートと３つの支援で自立を支援。

### 所在地
- 大阪府大阪市淀川区西中島4-5-22　第3新大阪ビル4F
  - 地下鉄御堂筋線 西中島南方駅より徒歩1分
  - 阪急京都本線 南方駅より徒歩2分
  - JR新大阪駅より徒歩10分
- 大阪府東大阪市長堂3-2-22　あすなろビル6F
  - 近鉄大阪線 布施駅より徒歩3分
  - JRおおさか東線 河内永和駅より徒歩8分